# 巫娜
巫娜（1979年1月14日—），生于重庆，9岁开始习琴。1991年考入中央音乐学院附中古琴专业，师从著名古琴演奏家、教育家赵家珍。2001年进入中央音乐学院研究生部，师从著名古琴演奏家、教育家李祥霆。
2004年毕业后成为古琴演奏专业的第一位硕士。她曾获得这个专业所有比赛的最高奖项。现任职于首都师范大学、中国人民大学，担任古琴专业教师。
巫娜是活跃的跨界演奏者。常年往来演出于亚洲、欧洲、美洲的各个国家。自1999年起，她先后与摇滚、爵士、电子音乐、戏剧、舞蹈、多媒体艺术等各个领域的艺术家跨界合作。

## 生平
1979年1月14日出生于重庆市。7岁学习古筝，9岁开始学习古琴。
1991年考入中央音乐学院附中古琴专业，师从古琴演奏家赵家珍女士。
1997年，升入中央音乐学院本科继续深造古琴专业。在读期间，曾获得中央音乐学院“萨默－雷石东奖学金”一等奖。
2001年，因各科成绩优秀，保送进入中央音乐学院硕士研究生部，师从著名古琴演奏家、教育家李祥霆先生，成为古琴演奏专业的第一位研究生。
2004年，研究生毕业，获得中央音乐学院古琴演奏硕士学位。同年，任中央民族歌舞团独奏演员。
2008年3月，获美国“亚洲文化协会——Asian Cultural Council”基金会奖学金，赴美国纽约作为期五个月的访问学者，考察以及研究西方当代艺术和音乐状况。
2015年12月，进入北京首都师范大学任音乐学院古琴专业教师。
2016年，开创了中国古琴在线教育平台——缦学堂。
2019年，客座中国人民大学艺术学院音乐系古琴专业教师。
2021年，任中国民族管弦乐学会中国琴会副会长。

## 所获奖项[2]
1992年，“92杭州国际古琴邀请赛”，优秀演奏奖（最高奖）。
1994年， “中央音乐学院首届民族器乐观摩赛”，优秀演奏奖（最高奖）。
1998年11月，中央音乐学院首届“龙音”奖民族器乐观摩赛优秀演奏奖（最高奖）。
2002年，由文化部主办的“全国青少年艺术大赛――民族器乐独奏赛”古琴青年专业组金奖（第一名）。
2009年，“CCTV民族器乐电视大赛”古琴青年组金奖。

## 重要演出活动[3]
1995年，师从大提琴教育家、演奏家宗柏教授，副修大提琴演奏。翌年，进入中央音乐学院附属中学民乐团的大提琴声部，参加乐队的排练和演出。
1997年3月，应台北市立国乐团邀请参加了“台北市传统艺术季”演出和讲学活动，于台北国家音乐厅进行古琴独奏演出，获得成功。同年，开始副修低音提琴，师从青年贝斯演奏家宋艺。翌年，进入中央音乐学院附属中学民族管弦乐团的低音声部，参加乐团的排练、录音和演出等任务。
1999年11月，作为“陈底里和朋友们”乐队的古琴演奏者，参加“99国际爵士乐集萃”的演出。
2000年1月1日，应中央电视台邀请，参加“相逢2000――泰山迎接千禧年第一缕曙光”现场直播节目，进行古琴独奏表演。这是中国迎接新千年的活动之一，该节目被全球范围的各大电视台同时播放。
2002年，与上海爵士乐歌手coco赵可多次合作，为“上海时装周”“上海旅游节”等活动进行即兴演出。
2004年，在中央音乐学院举办了个人毕业独奏音乐会。
2005年，应中国摇滚乐歌星崔健之邀，为他在北京首都体育馆举办的——“阳光下的梦崔健个人演唱会”担任古琴演奏嘉宾；同年，在北京金帆音乐厅举办“慧灵古琴之约——巫娜古琴义演音乐会”，为北京慧灵智障人士服务机构共筹得善款近五万余元。
2006年5月，受著名作曲家刘索拉邀请，为她的现代歌剧《惊梦》担任古琴声部演奏，并赴德国演出；8月，应美国作曲家Eli Marshall之邀，赴韩国参加“国际诵经艺术节”，与美国黑管演奏家Keith Lipson共同演奏Eli Marshall的作品《The son of Budah》。
2007年3月，作为“刘索拉与朋友们”乐队的古琴声部，赴意大利参加了“亚洲女性艺术家节”的专场音乐会；5月，应德国“FRESH CELL”机构之邀，赴德国参加了“科隆三年艺术节”和“MORSE爵士音乐节”的演出；7月，与来自德国的多媒体艺术家与日本现代舞蹈家共同策划并参与了“什人唱——声音与多媒体艺术”综合作品的演出；9月，再次应刘索拉与“FRESH CELL”的邀请，在德国柏林、科隆、杜塞尔多夫和多特蒙德等地作了专场演出；10月，作为“刘索拉与朋友们”乐队的成员，赴丹麦和瑞典参加了“SOUND AROUND”音乐节的专场演出；11月，获“亚欧基金会”——POINTE TO POINT项目的赞助，与来自欧洲与亚洲的18位艺术家一起赴贵州山区采风，并合作完成了之后的汇报演出。
2008年1月，再次应崔健之邀，为他在北京工人体育馆举办的“时代的夜晚——崔健个人演唱会”担任古琴演奏嘉宾；5月，在美国作为访问学者期间，于纽约参与了三场为中国汶川地震募款的慈善义演；6月，在纽约的Roulette音乐空间举办了“巫娜古琴音乐会”，并邀请旅美著名舞蹈家殷梅女士以及爵士音乐家Jen Shyu合作了实验即兴作品——什人唱；11月，应法国戏剧导演Jean Christophe Blondel邀请，为他执导的法国戏剧《正午的分界》担任音乐制作以及古琴演奏。
2009年1月，与爵士钢琴演奏家孔宏伟在“杭州国际爵士音乐节”合作演出——以古曲为元素的即兴自由爵士作品《酒狂》；同月，应中国驻捷克大使馆邀请，赴捷克参加“09捷克中国音乐文化节”活动的演出，担任古琴独奏；3月，与中国著名先锋乐评人、电子音乐家颜峻合作，共同创作了古琴与噪音实验即兴音乐作品，并参加北京“先锋音乐节”“伦敦Barbican艺术中心——Beyond Wall音乐节”的演出；5月，与旅德古筝演奏家徐凤霞、美国低音提琴演奏家Peter Scherr、法国大提琴演奏家Didier Petit组成“东西四重奏乐团”，共同创作了极具实验性质的即兴原创音乐作品，同时参加由香港“French May——法国五月艺术节”主办的专场演出，并在内地多个重要城市进行了巡演；9月，与上海著名爵士乐歌手coco、瑞士Sonic calligraphy爵士乐队合作，共同创作了多首由中国民歌及古典诗词改编的爵士乐作品，在上海的东方艺术中心做了专场演出，并在内地多个重要城市进行了巡演；10月，随中央民族歌舞团赴捷克、匈牙利、塞尔维亚三国进行了交流演出，此举为“中国文化节”在欧洲的重大活动之一；11月至12月，应比利时“欧罗巴中国艺术节”之邀，赴比利时参加该艺术节两场重要演出：一场与作曲家刘索拉合作，一场为个人独奏。
2010年3月至12月，开启“古琴剧场——巫娜的选本”系列演出，每月进行一场风格各异的古琴音乐会；5月，应美国著名舞台先锋戏剧导演Larry Reed之邀，参加“旧金山国际艺术节”，为舞台剧《情书》创作音乐并担任现场演奏；10月至11月，赴瑞士参加“瑞士国际艺术节-中国主题年”的演出，参与并创作两个不同音乐项目的演出。
2011年5月，在国家大剧院为唐琴“大圣遗音”策划并制作了“大圣遗音古琴音乐会”；8月，在天津音乐厅举办“神人畅——巫娜古琴音乐会”；9月，赴意大利参加“意大利国际艺术节——中国主题年”演出；10月，赴新加坡参加“新加坡国际舞蹈艺术节”，与泰国舞蹈大师Pichet Klunchun合作，为他的舞剧《黑与白》创作音乐并进行现场演奏。
2012年3月至10月，在法国、德国、瑞典、瑞士等欧洲国家举办了多场个人以及跨界合作音乐会；9月底，由以色列Ent-t唱片公司发行出版了个人首张独奏专辑《Deform from within——从内变形》。
2013年4月，应“沙迦艺术双年展”之邀，赴沙迦创作并现场进行一场古琴独奏音乐会；10月，与旅德多媒体观念艺术家Echo Ho合作录制了黑胶唱片《神人畅》，由德国柏林艺术大学限量发行300张。
2014年9月，在国家大剧院举办“神人畅”个人专场音乐会；同月，在民族剧院举办个人音乐会；10月，应新西兰维多利亚大学孔子学院委约，与著名作曲家高平共同创作了《高山流水——古琴音乐剧》，并在新西兰完成世界首演。
2015年初，重启古琴专业教育机构“丝桐馆”，在北京各区及全国各地正式设立分馆授课，亲自带领其弟子开展古琴与修行的传习课程，同时还重启了于2010年创立的“古琴剧场”，重力推出“一合相——斫琴工坊”项目，全方位推广古琴文化与艺术；6月以及9月，与著名作曲家高平共同创作的《高山流水——古琴音乐剧》先后在上海、杭州演出，并融入了著名爵士乐家赵可的人声；9月，受“北京国际设计周”之邀，为“新中势”当代设计展开幕式举行了专场音乐会。演出融合了电子音乐、古琴、竹笛、大提琴以及多媒体视频艺术等多种元素于一体；9月、10月，先后应“银川丰收音乐节”“深圳国际爵士节”之邀，举办个人专场演奏会，并与著名音乐人小河、马木尔、埙演奏家易佳林进行了现场即兴演奏；11月，先后在北京、上海，发起并成功主办了舞剧《黑与白》在中国的首次巡演，为该舞剧担任现场音乐演奏。
2016年，开创了中国古琴在线教育平台——缦学堂。
2017年1月，受第十五届“陕西·西安国际音乐节”邀请，于西安音乐厅与著名音乐人小河、著名古琴演奏家丁承运，携夫人傅丽娜、女儿丁霓裳合作举办《神人畅——琴与弦歌》音乐会；6月，受著名导演张艺谋邀请，参与其执导的观念剧“对话·寓言2047”，并于国家大剧院戏剧场特别上演。
2018年，受“前途驿·智趣”沙龙邀请，于上海、成都、苏州、广州开展系列专场及合作音乐会。
2019年，客座中国人民大学艺术学院音乐系古琴专业教师；同年，应北京当代艺术基金会（BCAF）邀请赴美国参加第二届“创新中国文化节”，在美国大都会艺术博物馆与著名古筝演奏家常静合作演出《观·音》；12月，由中国数字文化有限公司发行《缦学堂·丝弦》缦学堂三周年纪念专辑。
2020年，受音乐家坂本龙一先生邀请，作为合作音乐家携即兴作品《良宵引》，参与“Incomplete”全球音乐项目。
2021年，任中国民族管弦乐学会中国琴会副会长。
2022年1月，应北京当代艺术基金会(BCAF)理事长崔峤邀请，在耶鲁大学-BCAF中国可持续创意产业线上研讨会做“文化创新力”主题分享；2月，应北京音乐广播FM97.4《古典也流行》邀请，与金牌主持人谷悦分享古琴音乐；2月至翌年1月，在北京中山公园音乐堂、陕西大剧院、深圳光明文化艺术中心举办“随闻入观·小河x巫娜春日祈福音乐会”系列巡演；3月，担任人民出版社推出的中小学综合性美育教材《美育》编委会成员；8月，与国家大剧院艺术资料中心联合策划“南风畅——遇见古琴，品读宋式美学”活动；9月至翌年5月，分别在北京中山公园音乐堂和上海九棵树未来艺术中心举办“闻所闻·古琴与即兴巫娜师生音乐会”；12月，与崔健乐队合作录制NPR Music旗下著名节目品牌Tiny Desk与非赢利全球化音乐平台globalFEST联合推出的“Tiny Desk meets globalFEST”艺术家音乐现场项目。
2023年1月，受著名新媒体艺术家冯梦波邀请，参与广东南海大地艺术节项目，于樵山文化中心剧院合作演出作品《南海短波》；5月，受邀于上海龙华古寺大会堂参加“琴会龙华：2023全国杰出青年古琴家音乐会”；6月，受邀参加第十六届“良辰美景·恭王府非遗演出季”古琴名家名曲专场；同月，受邀赴美，于联合国总部参加“中美青年音乐节”公共项目演出 “音韵2023”；7月1日于卡内基音乐厅参加由北京当代艺术基金会主办的“纽约中美青年音乐节”；12月，分别于北京中山公园音乐堂、杭州剧院、深圳南山文体中心聚橙剧院、陕西大剧院举办“巫娜x李带菓：从内变形——古琴与实验音乐现场”巡演。
2024年4月27日，受邀于国家大剧院参演第二届国乐之春闭幕特别策划音乐会——古琴之夜；5月19日，受邀“齐天大圣”信俗文化节邀请，于石泉岩齐天阁举办琴音雅集——神人畅；6月5日，受邀于中央音乐学院歌剧厅参演“鼓诗——李真贵打击乐师生音乐会”；6月21日，于上海大剧院举办“巫娜x李带菓：从内变形——古琴的往昔与此刻”专场音乐会；6月29日，受邀录制广东卫视与蠡蝉书房联手打造的“跟着国乐去旅行·新兴站”；7月2日，受邀于国家会议中心参加2024全球数字经济大会“数字之夜”，主演古琴数字艺术节目《高山流水遇知音》。

## 作品[3]

### 著作
- 《古琴初级教程》（2004年，卓越文化公司）
- 《美育》（2022年，人民出版社）

### 唱片
- 《暮良文王――山豆几石页、祭然品气国》《八和九生》《东游记》《水先后古清风乐》（2005年、2006年先后与音乐人窦唯合作录制的即兴音乐作品，上海音像）
- 《天禅》《茶界》等一系列古琴佛教音乐。（2010年起录制，广东龙源唱片）
- 《deform from within——从内变形》（2012年，以色列Ent-t唱片）
- 《still noise——神人畅》（2013年与德国艺术家Echo Ho合作录制的黑胶唱片，柏林艺术大学限量发行）
- 《缦学堂·丝弦》（2019年12月，中国数字文化集团有限公司）

### 论文
- 一首异名同曲的古琴经典作品的辨析——《水仙操》《秋塞吟》《搔首问天》的考查与比较。（2004年硕士毕业论文）